# Rob Roy (Berlioz)
Pour les articles homonymes, voir Rob Roy (homonymie).
Rob Roy ou, de son titre complet, Intrata di Rob-Roy MacGregor, est une ouverture symphonique composée par Hector Berlioz en 1831, qui porte la référence H 54 dans le catalogue des œuvres du compositeur établi par le musicologue Dallas Kern Holoman.
Elle est inspirée librement du roman Rob Roy de Walter Scott.

## Composition
Berlioz écrit Rob Roy lors de son séjour à la Villa Médicis de Rome (où Berlioz avait gagné le concours de compositeur en résidence quelques mois plus tôt) ainsi qu'à Nice, entre mai et juillet 1831. Elle est donc contemporaine d'une autre ouverture : Le Roi Lear. 
Le compositeur est alors influencé par les romans de Sir Walter Scott et de ses scènes d'une Écosse primitive et féodale.
C'est une œuvre composée dans le cadre des devoirs imposés aux pensionnaires de l'Académie de France à Rome (on appelait ça un « envoi de Rome »). Berlioz ayant toujours dédaigné ouvertement cette ouverture, on hésite souvent à inclure Rob Roy dans le répertoire berliozien (concerts, recueils, opus etc.). Malgré son écriture dans un contexte propice à la création, elle ne fut jamais publiée du vivant de l'auteur. Sa première publication se fera en 1900, chez Breitkopf & Härtel, à Leipzig.
Les Mémoires de Berlioz n’y font qu’une brève allusion laconique, chapitre 39 : « Tout ce que j’ai produit à l’Académie se borne à trois ou quatre morceaux : I° Une ouverture de Rob Roy, longue et diffuse, exécutée à Paris un an après, fort mal reçue du public et que je brûlai [sic] le même jour en sortant du concert (...) ». Cette réaction hostile du public lors de la première parisienne conduit Berlioz à détruire la partition ce qui explique pourquoi cette pièce, contrairement à la plupart de ses autres compositions connues de l'époque, n'a pas de numéro d'opus. Son double ne fut retrouvé qu'après la classification de l'Œuvre du compositeur et publié à titre posthume.

## Analyse
L'ouverture en forme de sonate s'ouvre sur un air écossais en gigue dans les cors, bientôt repris par le reste de l'orchestre. Les cordes graves et le basson introduisent une mélodie vigoureuse et légèrement militaire à laquelle répond un passage plus ludique pour les violons et les bois (chiffre 2).
Une grande quantité de fragments de musique folklorique écossaise est transmise, et finalement le cor anglais et la harpe présentent le long thème lyrique qui représentera plus tard le héros de Harold en Italie ; c'est l'un des passages les plus longs de l'ouverture. 
Tous les thèmes subissent ensuite un développement et un final « en rouleau ».

### Tempo
La partition ne comporte aucune indication métronomique. L’allegro non troppo peut être fixé à environ noire pointée = 104 (le tempo du premier mouvement d’Harold en Italie), le larghetto espressivo assai à croche = 80 (un peu plus rapide que l’adagio d’Harold en Italie pour lequel Berlioz donne croche = 76), et le presto final peut commencer à noire pointée = 152 (pour accélérer ensuite).

### Instrumentation
La nomenclature des instruments de la partition de la première édition fait apparaître 16 instruments différents (pour un total de 28 parties instrumentales): 1 piccolo, 1 flûte, 1 hautbois, 1 cor anglais, 2 clarinettes en la, 2 cors en ré, 2 cors en sol, 2 bassons, trompette en ré, 2 trompettes en la (basses), 3 trombones, timbales (la, ré), 1 harpe, violons I, violons II, altos, violoncelles, contrebasses.

## Enregistrements
Citons ici quelques enregistrements historiques et notables de l'ouverture : 
- 1956 : London Philharmonic Orchestra ; Adrian Boult (dir.) ; label Vogue[4].
- 1988 : Orchestre symphonique de Montréal ; Charles Dutoit (dir.) ; label Decca[5].
- 1995 : Orchestre philharmonique de Vienne ; Pierre Monteux (dir.) ; label Decca[6].
- 2015 : Melbourne Symphony Orchestra ; Sir Andrew Davis (dir.) ; label Chandos[7].